# Наумкино
Нау́мкино (рос. Наумкино, башк. Наумкин) — присілок у складі Аургазинського району Башкортостану, Росія. Входить до складу Баликликульська сільської ради.
Населення — 699 осіб (2010; 600 в 2002).
Національний склад:
- чуваші — 61%